# Dickie Rock
Richard Rock, beter bekend als Dickie Rock (Dublin, 10 oktober 1936 – aldaar, 6 december 2024), was een Iers zanger.

## Biografie
Rock startte zijn muzikale carrière in 1963 bij The Miami Showband. Hij zou bij de groep blijven tot 1972, en scoorde met hen zeven nummer één-hits. In 1966 nam hij solo deel aan de Ierse preselectie voor het Eurovisiesongfestival 1966. Hij won de nationale finale met een straatlengte voorsprong, en mocht zo zijn vaderland vertegenwoordigen in de Luxemburgse hoofdstad Luxemburg. Daar eindigde hij met Come back to stay op de vierde plaats. Het nummer zou ook op de eerste plaats belanden in de Ierse hitlijsten.
In 1973 richtte hij zich definitief op zijn solocarrière. Zijn laatste album dateert van 1989, maar daarna trad hij nog regelmatig op. In 2009 kreeg hij een lifetime achievement award van de Ierse muziekindustrie.
Rock overleed op 6 december 2024 op 88-jarige leeftijd.
1965: Butch Moore · 
1966: Dickie Rock · 
1967: Sean Dunphy · 
1968: Pat McGeegan · 
1969: Muriel Day · 
1970: Dana · 
1971: Angela Farrell · 
1972: Sandie Jones · 
1973: Maxi · 
1974: Tina Reynolds · 
1975: The Swarbriggs · 
1976: Red Hurley · 
1977: The Swarbriggs Plus Two · 
1978: Colm Wilkinson · 
1979: Cathal Dunne · 
1980: Johnny Logan · 
1981: Sheeba · 
1982: The Duskeys · 
1984: Linda Martin · 
1985: Maria Christian · 
1986: Luv Bug · 
1987: Johnny Logan · 
1988: Jump the Gun · 
1989: Kiev Connolly & The Missing Passengers · 
1990: Liam Reilly · 
1991: Kim Jackson · 
1992: Linda Martin · 
1993: Niamh Kavanagh · 
1994: Paul Harrington & Charlie McGettigan · 
1995: Eddie Friel · 
1996: Eimear Quinn · 
1997: Marc Roberts · 
1998: Dawn Martin · 
1999: The Mullans · 
2000: Eamonn Toal · 
2001: Gary O'Shaughnessy · 
2003: Mickey Harte · 
2004: Chris Doran · 
2005: Donna & Joe · 
2006: Brian Kennedy · 
2007: Dervish · 
2008: Dustin the Turkey · 
2009: Sinéad Mulvey & Black Daisy · 
2010: Niamh Kavanagh · 
2011: Jedward · 
2012: Jedward · 
2013: Ryan Dolan · 
2014: Can-linn feat. Kasey Smith · 
2015: Molly Sterling · 
2016: Nicky Byrne · 
2017: Brendan Murray · 
2018: Ryan O'Shaughnessy · 
2019: Sarah McTernan · 
2021: Lesley Roy · 
2022: Brooke · 
2023: Wild Youth · 
2024: Bambie Thug · 
2025: Emmy
- Bibliothèque nationale de France: cb14481332r (data)
- Gemeinsame Normdatei: 135569028
- International Standard Name Identifier: 0000 0000 0125 8530
- Library of Congress Control Number: no96053821
- MusicBrainz: b8b0cf60-ef94-418f-90fa-678483033160
- Virtual International Authority File: 11066110